# Felipe Molas López
Felipe Benigno Molas López (Yuty, 10 de julio de 1899-Asunción, 2 de marzo de 1954) fue un político y médico paraguayo. Ejerció como el 39.º presidente de Paraguay por siete meses, desde el 26 de febrero de 1949 hasta al 11 de septiembre del mismo año; asumió la presidencia de Paraguay tras ser nombrado por el Congreso, sucesor del defenestrado presidente Raimundo Rolón tras haber participado en la deposición de este. Fue uno de los políticos más destacados dentro del Partido Colorado, adquiriendo especial relevancia a finales de la década de los 40.
Reemplazó al presidente Raimundo Rolón luego de meses de inestabilidades políticas iniciadas tras la renuncia de Natalicio González por causas políticas. Asumió la presidencia provisional el 26 de febrero de 1949 hasta el 14 de mayo de 1949, cuando es juramentado como presidente constitucional luego de las previas elecciones de abril del mismo año en las cuales salió victorioso. No pudo culminar su período constitucional porque la junta de gobierno de su partido le solicitó su renuncia debido a su incapacidad para dirigir la crisis. Lo sucedió en su cargo Federico Chaves. 
Antes de ejercer el cargo de presidente, se desempeñó como ministro del Ministerio de Educación de Paraguay durante los gobiernos de los presidentes Juan Manuel Frutos, Juan Natalicio González y Raimundo Rolón, también fue presidente del Partido Colorado meses antes de asumir la presidencia. En 1936, por pocos meses, ejerció el cargo de Intendente Municipal de Asunción tras haber sido nominado por el entonces presidente, Coronel Rafael Franco. 
Es recordado por su intelectualidad y su capacidad como orador público, además de sus estratégicas movidas políticas antes de ejercer la primera magistratura.

## Biografía

### Infancia y adolescencia
Felipe Benigno Molas López nació el 10 de julio de 1899 en el distrito de Yuty, Departamento de Caazapá. Sus padres fueron don Liberato Molas y doña Francisca López, fue bautizado en la iglesia de San Roque de Asunción en 1902, fueron sus hermanos María Ángela (casada con Liberato Rodríguez) y Venancio (casado con Antonieta Dragotto). Fue medio-hermano por parte materna de Emilia, Cleopatra (casada con Raúl Gutiérrez Yegros), Rosalba y Ángel Martínez López. Al poco tiempo de haber nacido, su familia se traslada a la Capital para iniciar sus estudios secundarios.
Al culminar sus estudios secundarios, siendo muy joven, se traslada a la ciudad de París a seguir la carrera de Odontología, que en Paraguay aún no había sido creada. Terminados sus estudios secundarios cursó la carrera de Odontología en París. Obtuvo en Burdeos la especialización de Implantología, toda una novedad para la ciencia médica de comienzos del siglo XX.
Contrajo nupcias con Rita Olivero el 23 de septiembre de 1934 y su única hija se llamó Andrea Molas López Olivero (casada con José Alijarde).

### Participación durante laGuerra del Chaco
Con el antecedente profesional que poseía prestó servicios en el teatro de operaciones durante la guerra con Bolivia donde alcanzó el grado de capitán de Sanidad. En la posguerra tuvo activa participación en la elaboración de los planes para la instalación de la Facultad de Odontología de la Universidad Nacional de Asunción que funcionó en la que fuera residencia del expresidente José P. Guggiari. Ejerció con éxito su carrera profesional.

## Intendente municipal de Asunción
Culminada la Guerra del Chaco, el 21 de febrero de 1936 fue designado como nuevo Intendente Municipal de Asunción por el entonces presidente Rafael Franco, esto debido a que Molas López había participado como civil durante la revolución de 1936, en la cual se derrocó al presidente liberal Eusebio Ayala y se instauró a los febreristas en el poder. El presidente Rafael Franco le había encomendado la misión de refaccionar el  “Oratorio de Nuestra Señora de la Asunción” y posteriormente inaugurarlo con la denominación de Panteón Nacional de los Héroes, esta fue una de las obras más importantes realizadas durante la administración de Molas López, quien finalmente en octubre de 1936 fue reemplazado por Damián Bruyn Palmerola. De este modo, asumió por un corto período la Intendencia Municipal de Asunción. Es importante resaltar que Felipe Molas López fue el segundo presidente paraguayo en toda la historia en haber ejercido previamente el cargo de intendente municipal de Asunción, por detrás de Eduardo Schaerer.
Sus brillantes dotes de científico y hombre público lo tornaron figura destacada en el escenario político nacional.

## Actividad política
A pesar de su destacada carrera como odontólogo, Molas López decide involucrarse en la ajetreada vida política del Paraguay. A mediados de la década de los 40, Molas López comienza a militar en la Asociación Nacional Republicana desde el movimiento interno “Guiones Rojos”  junto con Natalicio González. Se mantuvo cercano al pensamiento político de Natalicio González durante el gobierno de Higinio Morínigo.  
El 3 de junio de 1948, ante rumores que referían la intención del presidente Morínigo de permanecer aún más tiempo en el gobierno, Felipe Molas López y el jefe de Policía, Liberato Rodríguez, encabezaron un golpe de Estado en donde exigieron la renuncia a Morínigo, quien el mismo día dimite al cargo. Esa misma jornada es designado presidente provisional el entonces presidente del Supremo Tribunal de Justicia, Juan Manuel Frutos, quien designa a Molas López como Ministro de Educación y Culto desde el 3 de junio de 1948 al 15 de agosto de 1948. 

### Natalicio y Molas López
El 15 de agosto de 1948 asume la presidencia su correligionario Juan Natalicio González, quien lo vuelve a confirmar en la cartera de estado, finalmente durante el trascurso de la presidencia de González, Felipe Molas López comienza a distanciarse de la figura de Natalicio. Molas López, aliado con Federico Chaves (quien se encontraba exiliado al ser uno de los enemigos políticos de González) planeaba perpetrar un nuevo golpe de Estado contra Natalicio González, con el apoyo total del sector democrático de la ANR de modo a expulsar del poder al “Guión Rojo” (grupo político al que Molas López pertenecía) natalicista que tendía a imponer una hegemonía total en el coloradismo y en el Gobierno.  
El golpe final se llevó a cabo el 29 de enero de 1949 y Natalicio se asiló en la embajada del Brasil, firmando su renuncia al día siguiente, triunfando así la rebelión llevada a cabo entre Molas López y Chaves. 

### Gobierno de Raimundo Rolón
Al haber sido derrocado Natalicio González, asumió como presidente provisional del Paraguay el general Raimundo Rolón, quien había participado en el golpe de Estado a González. En su calidad de jefe de Estado Rolón convocó a elecciones generales en el plazo de 60 días. Pero otra vez Felipe Molas López, el rector de las ansiedades coloradas, uno de los conspiradores más destacados dentro del Partido Colorado y el prestigioso odontólogo vio un peligro en Rolón por considerarlo “Vestigio del natalicismo” y unido nuevamente con Federico Chaves quien volvió del exilio a la caída de su archienemigo Natalicio González, propició otro golpe más que terminó con el efímero gobierno del general Rolón, que duró desde el 30 de enero al 26 de febrero de 1949. 
Según el testimonio del capitán Eduardo Sardi, entonces con el grado de subteniente, el 19 de febrero de 1949 una delegación de conspiradores contra Rolón, conformada por Felipe Molas López, Bernardo García y Epifanio Méndez Fleitas y Sardi, cruzó desde San Antonio a la localidad argentina de Puerto Bouvier, donde aguardaban el contralmirante Gabriel Patiño, el general Emilio Díaz de Vivar y el coronel Alfredo Stroessner. Todos volvieron en la misma embarcación para iniciar los preparativos del golpe. El cual se llevó a cabo victoriosamente para los insurgentes, desembocando en la renuncia del presidente Rolón.

### Camino a la Presidencia
Molas López había ejercido la titularidad de la cartera de Educación durante varios gobiernos. Participó en los movimientos conspirativos que acabaron con los gobiernos de Morínigo, González y Rolón. Al haber participado en el derrocamiento de su correligionario Juan Natalicio González, el 30 de enero de 1949, comenzó su intención por ejercer la Primera Magistratura, al inicio había apoyado la designación del militar colorado general Raimundo Rolón, pero luego Molas López terminó retirándole este apoyo al entonces presidente provisional a causa de las intenciones de Rolón de llamar a elecciones generales.
Al asumir la presidencia Rolón, y al ser exiliado Natalicio González, quien era uno de los máximos jerarcas del coloradismo. Felipe Molas López quedó junto a Federico Chaves como uno de los máximos líderes del Partido Colorado. La influencia política que iba ejerciendo Molas López en el seno del Partido Colorado era ya bastante progresivo, esto se demostró al reemplazar a don Manuel Talavera en la presidencia de la Junta de Gobierno del Partido Colorado, que en ese entonces era uno de los máximos espacios de poder dentro de la política. Asume oficialmente su cargo el mismo día en que González renunciaba, el 30 de enero de 1949. 
Una vez como presidente de la ANR, empieza a conspirar contra el gobierno de Rolón, Molas López justificó la intervención contra Rolón al aseverar la necesidad de unir al coloradismo sin los vestigios del natalicismo. Dicha intervención se llevó a cabo en la ciudad de Paraguarí en donde Rolón finalmente firmaba su renuncia el 26 de febrero de 1949. El camino hacia la presidencia ya estaba allanado para Molas López, quien en la misma jornada del 26 de febrero fue nombrado presidente provisional de la República por el Congreso. Fue así como se iniciaba la presidencia del destacado político y odontólogo el 26 de febrero de 1949.

## Presidencia

### Gabinete
Constituyó su gabinete de la siguiente manera:

### Presidencia provisional y constitucional
En la mañana del 27 de febrero de 1949, Felipe Molas López era juramentado por el presidente del Congreso Paraguayo como Presidente Provisional. Pocos días después de asumir, la primera medida que tomó el flamante presidente fue la de disolver, el 5 de marzo, la Cámara de Representantes y llamó a elecciones de manera a formar un nuevo cuerpo legislativo. Dichas elecciones se realizaron el 17 de abril con la sola participación de los afiliados colorados. Los nuevos integrantes electos de la Cámara entraron en funciones oficiales el 3 de mayo de aquel año. El 27 de abril de 1949 Molas López asumió la presidencia provisional hasta el 14 de mayo, realizadas las elecciones generales, cuando tomó posesión oficial del cargo.

### Resoluciones dictadas durante su gobierno

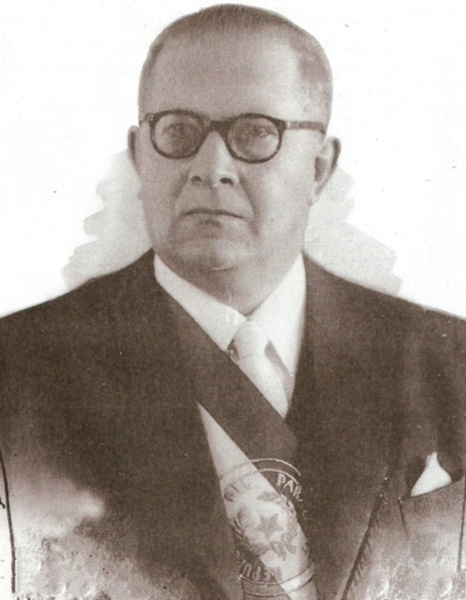
Felipe Molas López

El Dr. Molas presenta un programa de gobierno con algunos cambios estructurales en el campo de la educación y la economía, pero su efímero mandato no le dio el tiempo suficiente de modo a ejecutar dichos proyectos.
Entre las resoluciones dictadas en su gobierno se recuerdan las siguientes:
- En el mes de junio de ese año el gobierno decreta la amnistía general, beneficiando a los revolucionarios de la contienda civil del 47, así como a los que estuvieron implicados en los sucesos de la Escuela Militar. ( Medida que según opinión de Raúl Amaral, no produjo efectos positivos.)
- Se reanudan las relaciones diplomáticas entre los gobiernos de Paraguay y Uruguay, las cuales se habían interrumpido a causa del estallido de la guerra civil.
- El 20 de mayo de 1949, al conmemorarse 110 años del natalicio del general Bernardino Caballero, fundador de la ANR, sus restos son traslados al Panteón Nacional de los Héroes por disposición del presidente Molas López.
- Por decreto presidencial del 2 de abril de 1949 se denominó a la Primera División de Caballería como "general Bernardino Caballero".

Es importante resaltar que antes del gobierno de Molas, todos los presidentes que pasaron por el Palacio de Los López tenían el despacho presidencial ubicado en el primer piso del recinto, pero Molas López, al tener problemas de movilidad en las piernas, le dificultaba subir y bajar la escalinata central de palacio, por lo que vía decreto presidencial decide trasladar el despacho presidencial a planta baja, en el ala este del palacio. El despacho presidencial conserva el mismo lugar desde 1949.

### Final de su presidencia
Al asumir la presidencia, Molas López había premiado a los militares que colaboraron con él mediante el golpe de Estado a Rolón, también tuvo el apoyo de gran parte del Partido Colorado, pero a medida que su gobierno iba transcurriendo el acuerdo político no le significó mayor garantía al gobernante, pues su otrora aliado de conspiraciones Federico Chaves estaba decidido en deponer a Molas López para asumir él el gobierno. 
Entre intentos de conspiraciones iban transcurriendo los meses, hasta que en septiembre de 1949, los altos mandos del Partido Colorado ya no veían con buenos ojos la administración de Molas, por lo que la Junta de Gobierno, como en los lugares donde no se ejerce la democracia, tenía de por sí el control del Estado y de los encargados de regirlo. Esta misma Junta retiró su apoyo político a Molas, por lo que el 10 de septiembre de 1949 en sesión extraordinaria de la Junta de Gobierno del Partido Colorado con 14 votos a favor y 3 en contra, acordaron remitir al presidente una solicitud de modo a que sea apartado del cargo. 
Una comisión formada por los señores Rigoberto Caballero, Ministro de Obras Públicas y Comunicaciones del gobierno de Molas, Eladio Montanía y Ramón Méndez Paiva, Ministro de Hacienda de Molas, se presentó a eso de las 23:00 en su domicilio oficial a solicitarle su renuncia por vías institucionales, sin recurrir a las armas.
Finalmente Molas López, al verse acorralado y sin más apoyo político que lo sostenga, decide firmar su renuncia indeclinable al cargo en las primeras horas del 11 de septiembre de 1949, coincidiendo con el aniversario de la fundación del Partido Colorado.  Pocos días después la Junta daba a conocer las causas del derrocamiento del primer magistrado. Era acusado de haber incumplido las metas fijadas como la unificación del partido, la restauración progresiva de las instituciones republicanas, igualmente de la moral pública. Como era de suponer el presidente debió sortear una serie de convulsiones político-militares, a más de la presión constante de los líderes de su partido, porque como bien lo dice el escritor Raúl Amaral “la Junta de Gobierno tenía por sí el control del Estado y de los encargados de regirlo”. Fue así como el propio Molas López, conocido experimentado en las artes de la conspiración, probaría los sinsabores de la política criolla paraguaya y la traición política.
La mentada unificación del Partido Colorado no se había llevado a feliz término. Muy pronto aparecieron otros factores que ahondaron las brechas que separaban a las partes y que mantuvieron en crisis a la vida política paraguaya.

## Últimos años
Apenas se retiró de la palestra política, decidió volver a su antigua labor de odontólogo, la cual había pausado por ocuparse de los asuntos políticos. Trabajó en este rubro hasta sus últimos días.

### Fallecimiento y legado
Un día miércoles 2 de marzo de 1954, a la temprana edad de 54 años, falleció en Asunción el Dr. Felipe Molas López. Se le rindieron todos los tributos correspondientes a exjefe de Estado y también por su condición de afiliado colorado. 
Molas López tuvo una destacada labor tanto en la política, como fuera de ella, incluso había colaborado con diversas causas relacionadas con la educación, un tema de su particular interés.
A partir del 19 de junio de 1956 por un decreto municipal, una avenida de Asunción lleva su nombre. Se trata de la Ex – Cañada del YbYray que une las avenidas Aviadores del Chaco al sureste con la avenida José Gervasio Artigas al noroeste. Correspondiéndose en uno de los homenajes al político colorado nacido en la lejana Yuty.